# لهراسب الأفراسيابي
لهراسب ( الفارسية: لهراسپ) كان حاكمًا من بني أفراسياب حوالي عام 1475 م. وهو ابن وخليفة كيا حسين الأول. لا يُعرف الكثير عنه؛ وقد خلفه لاحقًا حفيده كيا حسين الثاني في تاريخ غير معروف.